# Cavally
Il Cavally (anche conosciuto come Cavalla, Yougou o Dioubou) è un fiume dell'Africa occidentale (Guinea, Costa d'Avorio e Liberia), tributario dell'oceano Atlantico.
Il fiume nasce all'estremità meridionale del territorio guineano dal massiccio del monte Nimba; mantiene direzione mediamente meridionale su tutto il suo percorso, scorrendo dapprima in territorio ivoriano, successivamente marcando il confine fra la Liberia e la Costa d'Avorio (per circa metà del suo corso); sfocia nell'oceano Atlantico in territorio liberiano presso il capo Palmas, pochi chilometri a est della città di Harper. I suoi maggiori tributari sono i fiumi Duobe e Hana.
Il Cavally attraversa per la maggior parte del suo corso delle regioni accidentate e rilevate; il suo corso è pertanto interrotto frequentemente da rapide ed è navigabile solo per alcune decine di chilometri a monte della foce.
Il regime fluviale risente della distribuzione delle piogge tipica della regione guineana africana: i minimi valori di portata si osservano nei mesi da gennaio ad aprile, mentre i massimi sono tipici del periodo settembre/ottobre.